# One Wonderful Night
One Wonderful Night è un film muto del 1914 diretto da E.H. Calvert. Il nome del regista appare anche tra gli interpreti del film che ha come protagonisti Francis X. Bushman e Beverly Bayne, all'epoca nota coppia romantica dello schermo.

## Trama
Per sfuggire a un matrimonio non desiderato con il conte Vassilan, lady Hermione scappa a New York. Suo padre, infatti, il signore di Vallefort, vorrebbe con quel matrimonio mettere le mani sull'eredità materna di Hermione che, invece, decide di prendersi come marito Jean de Courtois, ignorando che anche quest'ultimo è al soldo dell'avido genitore. Alla vigilia del matrimonio, però, giunge - portata da John Delancey Curtis - la notizia della presunta morte dello sposo. Hermione e John - un americano che ha passato molti anni in Cina a costruire ferrovie - si innamorano al primo sguardo e convolano quella notte stessa a nozze. I due verranno coinvolti in una serie di misteriose disavventure tra omicidio e complotti, ma alla fine tutto sarà chiarito dall'intervento del detective Steingall.

## Produzione
Il film fu prodotto dalla Essanay Film Manufacturing Company. Il protagonista maschile, Francis X. Bushman fu scelto dopo un sondaggio condotto dalla rivista Ladies' World tra le sue lettrici che videro in lui il perfetto interprete per il personaggio di John Delancey Curtis. Il film, tratto da One Wonderful Night, un racconto di Louis Tracy pubblicato su Ladies' World, è basato anche sul romanzo che ne fu tratto e che venne pubblicato a New York nel 1912.

## Distribuzione
Distribuito dalla General Film Company, il film - un mediometraggio in quattro bobine - uscì nelle sale cinematografiche statunitensi il 18 luglio 1914.